# Еврипил
Еврипил в древногръцката митология е името на няколко персонажа:
- Син на Тестий и Евритемида (Аполодор, I, 7, 10). Участва в лова на Калидонския глиган. След края му, тъй като Аталанта получава трофея, той я обижда и е убит заради това от Мелеагър.

- Тесалийски цар, син на Евемон (Аполодор III, 10, 8). Предвожда тесалийците по време на Троянската война, тъй като е на Хубавата Елена, станала повод за войната. Той води един от най-големите контингенти от кораби - 40. Споменаван е наравно с другите велики гръцки герои -Диомед, Аякс, Идометей и т.н.

- Син на Телеф и Астиоха (Аполодор, E, V, 12). Към края на войната майка му го подкупва да премине на страната на троянците и там да предвожда мизийци. Така той убива гръцките герои Махаон и Нирей, а самият той е убит от Неоптолем.

- Син на Посейдон и Астипалея (Аполодор II, 7, 1). Владетел на остров Кос. Баща на Халкиопа. Когато Херкулес се връщал от Троя, ядосана му Хера му пратила страшна буря. Докато минавал покрай остров Кос, жителите на острова го взели за пират и започнали да мятат по него камъни, за да не му позволят да акостира на брега. Херкулес обаче превзел острова през нощта, при което убил цар Еврипил.
- Син на Посейдон и Келено. Имал брат на име Лик.
- Син на Херкулес и Евбота (Аполодор, II, 7, 8).
- Син на Темен (Аполодор, II, 8, 5).